# Josefina Constantino
Josefina D. Constantino (Tondo, 28 maart 1920 – 19 juli 2024) was een Filipijns essayist en literatuurcriticus. 

## Biografie
Josefina Constantino werd geboren op 28 maart 1920 in Tondo. Ze studeerde aan de University of the Philippines en behaalde daar in 1940 cum laude haar ingenieurs-diploma. In 1948 voltooide ze een Master of Arts-opleiding Engels en Comparative Literature aan de Columbia-universiteit in New York. Contantino was 14 jaar lang professor aan de University of the Philippines. Nadien werkte ze onder meer voor de Development Bank of the Philippines.
Constantino schreef essays en kritieken die werden gepubliceerd in diverse tijdschriften en publicaties. Voorbeelden daarvan zijn: The University of the Philippines as a Dying Institution (1960, Sunday Times Magazine); The Two Cultures and the Asian Writer (1963); Science and the Humanities in General Education (1966, Sci. Review); The Imperatives of Economic Growth (1968, Herald Magazine); The Filipino Mental Make-up and Science (Philippine Sociological Review). Als literatuurcriticus schreef ze over Nick Joaquin een kritiek met de naam Joaquin: The Woman Who had Two Navels, dat werd gepubliceerd in The Philippine Studies in oktober 1961. In 1972 verscheen dit artikel onder de naam Illusion and Reality in Nick Joaquin in Philippine Fiction. Daarnaast schreef ze columns voor de Manila Chronicle van 1966 tot 1972. Contantino zat in de jury om korte verhalen te beoordelen voor de Philippine Free Press en was ook jurylid van de Palanca Awards, een prestigieuze literatuurprijs in de Filipijnen. Ze zat ook in de beoordelingscommissie van Republic Cultural Heritage Award van 1962
In 1979 trad ze tot de orde van de Karmelietessen. Ze stond sindsdien bekend als zuster Teresa Joseph Patrick of Jesus and Mary. 
Constantino overleed op 19 juli 2024 op 104-jarige leeftijd.